# Oceano da Cruz
Oceano Andrade da Cruz (São Vicente, 29 juli 1962) is een voormalig profvoetballer uit Portugal, die wordt beschouwd als een van de beste middenvelders uit zijn vaderland in de jaren tachtig en negentig. Hij stapte na zijn actieve loopbaan het trainersvak in. Zijn voetbalnaam luidde kortweg Oceano.

## Clubcarrière
Hij begon zijn carrière bij Almada om vervolgens op hoger niveau bij CD Nacional te gaan spelen. Vervolgens kwam hij bij de club waar hij de langste tijd van zijn voetballoopbaan heeft doorgebracht: Sporting Clube de Portugal. Hier was hij absoluut een van de betere spelers van de competitie maar wist met Sporting nooit het kampioenschap te veroveren. Later ging hij nog naar Real Sociedad opnieuw Sporting en uiteindelijk naar Toulouse.

## Interlandcarrière
In zijn carrière kwam hij 54 keer uit voor het Portugese nationale elftal waarin hij acht keer wist te scoren. Onder leiding van bondscoach José Torres maakte hij zijn debuut op 30 januari 1985 in de vriendschappelijke thuiswedstrijd tegen Roemenië (2-3). Hij viel in de rust in voor Eurico Gomes.
| Interlanddoelpunten | Interlanddoelpunten | Interlanddoelpunten | Interlanddoelpunten      | Interlanddoelpunten | Interlanddoelpunten | Interlanddoelpunten | Interlanddoelpunten |
| №                   | Datum               | Locatie             | Wedstrijd                | Goal(s)             | Score               | Uitslag             | Competitie          |
| ------------------- | ------------------- | ------------------- | ------------------------ | ------------------- | ------------------- | ------------------- | ------------------- |
| 1                   | 16.01.1991          | Castellón           | Spanje – Portugal        | Goal                | 0 – 1               | 1 – 1               | Oefeninterland      |
| 2                   | 12.02.1992          | Faro                | Portugal – Nederland     | Goal                | 1 – 0               | 2 – 0               | Oefeninterland      |
| 3                   | 11.11.1992          | Parijs              | Portugal – Bulgarije     | Goal                | 2 – 1               | 2 – 1               | Oefeninterland      |
| 4                   | 10.02.1993          | Faro                | Portugal – Noorwegen     | Goal                | 1 – 0               | 1 – 1               | Oefeninterland      |
| 5                   | 10.11.1993          | Lissabon            | Portugal – Estland       | pen.'               | 2 – 0               | 3 – 0               | WK-kwalificatie     |
| 6                   | 19.01.1994          | Vigo                | Spanje – Portugal        | Goal                | 2 – 2               | 2 – 2               | Oefeninterland      |
| 7                   | 18.12.1994          | Lissabon            | Portugal – Liechtenstein | Goal                | 3 – 0               | 8 – 0               | EK-kwalificatie     |
| 8                   | 27.03.1996          | Lissabon            | Portugal – Griekenland   | Goal                | 1 – 0               | 1 – 0               | Oefeninterland      |

1 Baía  ·
2 Secretário ·
3 Paulinho Santos ·
4 Oceano ·
5 Couto ·
6 Tavares ·
7 Paneira ·
8 Pinto ·
9 Sá Pinto ·
10 Costa ·
11 Cadete ·
12 Alfredo ·
13 Dimas ·
14 Barbosa ·
15 Domingos Paciência ·
16 Hélder ·
17 Porfírio ·
18 Folha ·
19 Sousa ·
20 Figo ·
21 Madeira ·
22 Rui Correia ·
Coach: Oliveira